# Schulp

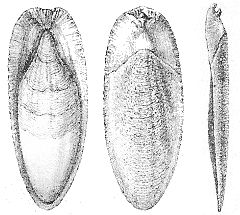
Ventral-, Dorsal- und seitliche Ansicht des Schulps einer Sepia (Jan Adrianus Herklots, 1859)

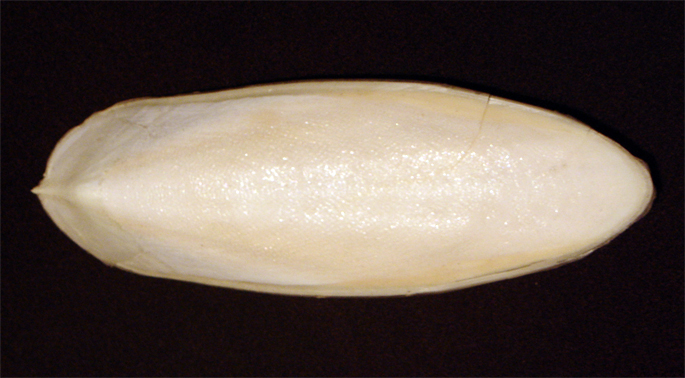
Dorsalansicht des Schulps einer Sepia

Der Schulp (mittelniederdeutsch schulp(e) ‚Muschel(schale)‘), lateinisch Os sepium („Sepiaknochen, Sepienbein“), oder Rückenschulp ist als „Rückenknochen“ ein kompressionsstabiler innerer Auftriebskörper der zu den Zehnarmigen Tintenfischen gehörenden Sepien. Stammesgeschichtlich ist er ein Innenskelett, zurückzuführen auf das Außenskelett beschalter Kopffüßer (Cephalopoda).

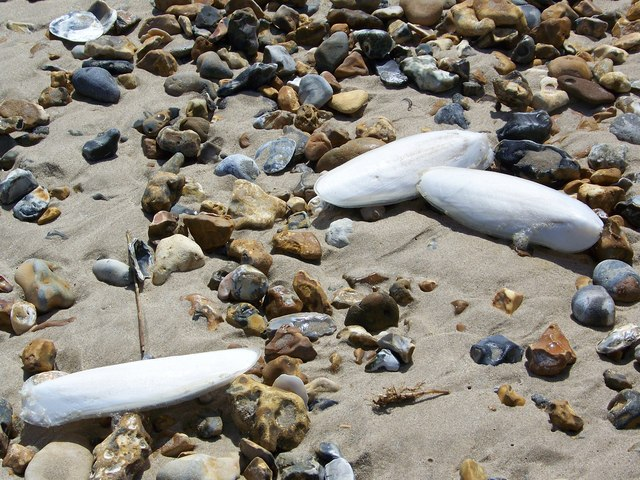
Schulpe vom Gewöhnlichen Tintenfisch (Sepia officinalis) am Strand von Hengistbury Head, England

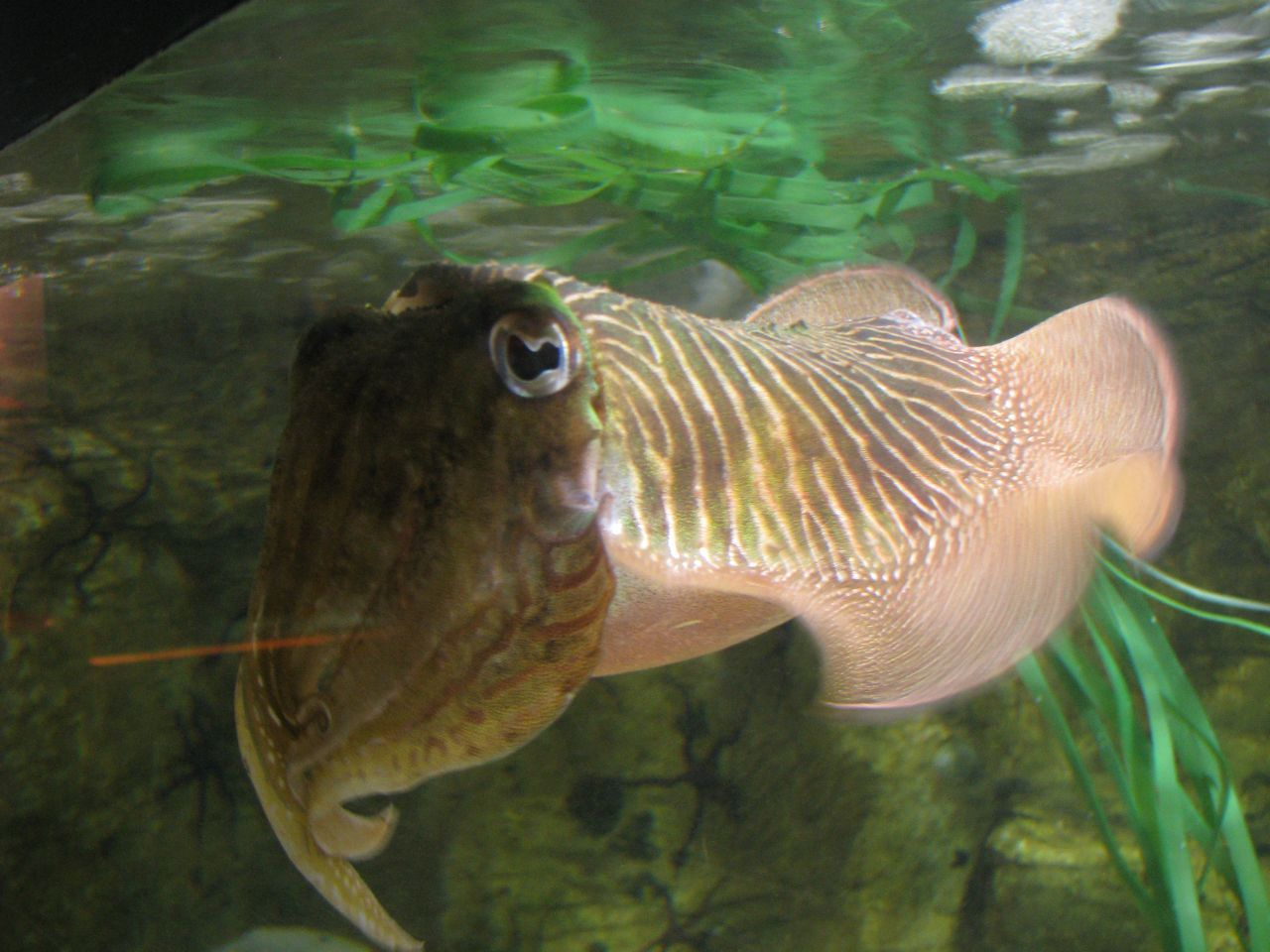
Gewöhnlicher Tintenfisch (Sepia officinalis) mit stützendem Schulp (Innenskelett) im Rückenbereich

Schulpe (lateinisch Ossa sepia) finden sich oft als angeschwemmtes Treibgut an Meeresküsten, sie stammen von verendeten Sepien. Diese können auch fossilieren.

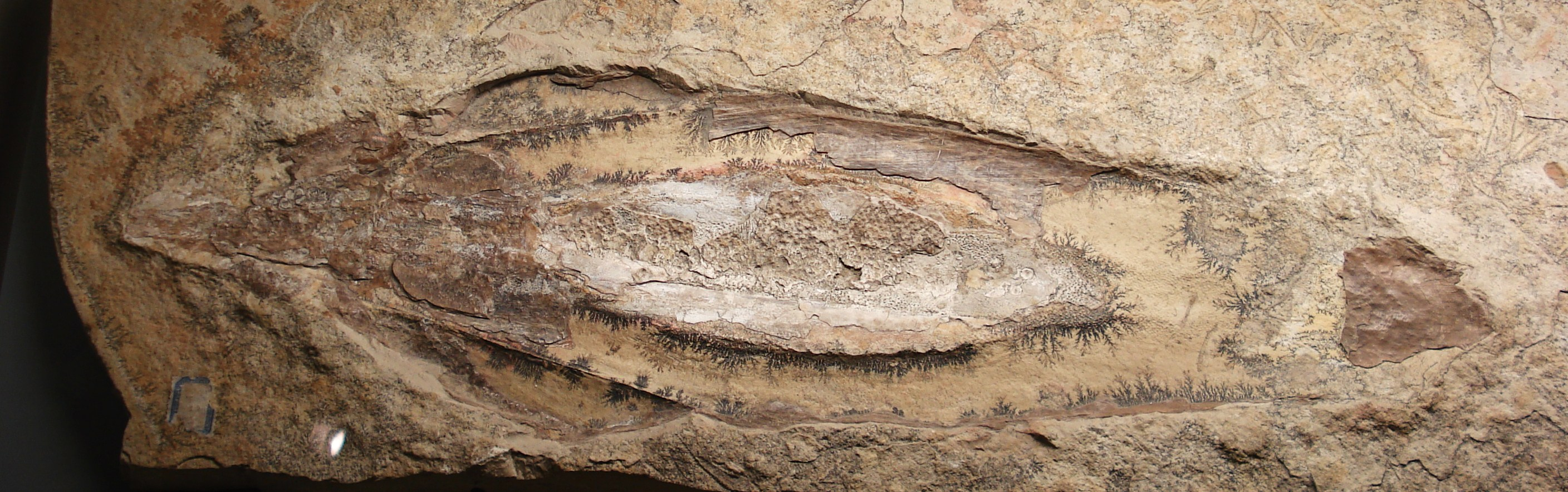
Fossilierter Schulp von Trachyteuthis hastiformis (Jura-Museum Eichstätt)

## Aufbau
Das Hauptmaterial des Schulps ist Aragonit (chemisch ein Calciumcarbonat, also Kalk). Mikroskopisch besteht der Schulp aus dünnen Aragonitplatten, die über zahlreiche Minisäulen gegeneinander abgestützt sind. Die Ausbildung der feinen Kalkstrukturen wird ermöglicht, indem die mineralischen Komponenten an formgebenden Chitinstrukturen angelagert werden (insofern der Schmetterlingsschuppe nicht unähnlich). Die Calcifizierung erfolgt insbesondere bei erhöhtem Kohlenstoffdioxid (CO2)-Partialdruck im Meerwasser. Der Aufbau des Schulps erfolgt bei jungen Sepien relativ zeitkonstant, sodass das Abzählen der Lamellen altersabhängige Untersuchungen ermöglicht; ein fester Zeitbezug (wie ein Tag pro Lamelle) besteht jedoch nicht.

Mikro-Computertomographische 3D-Darstellung
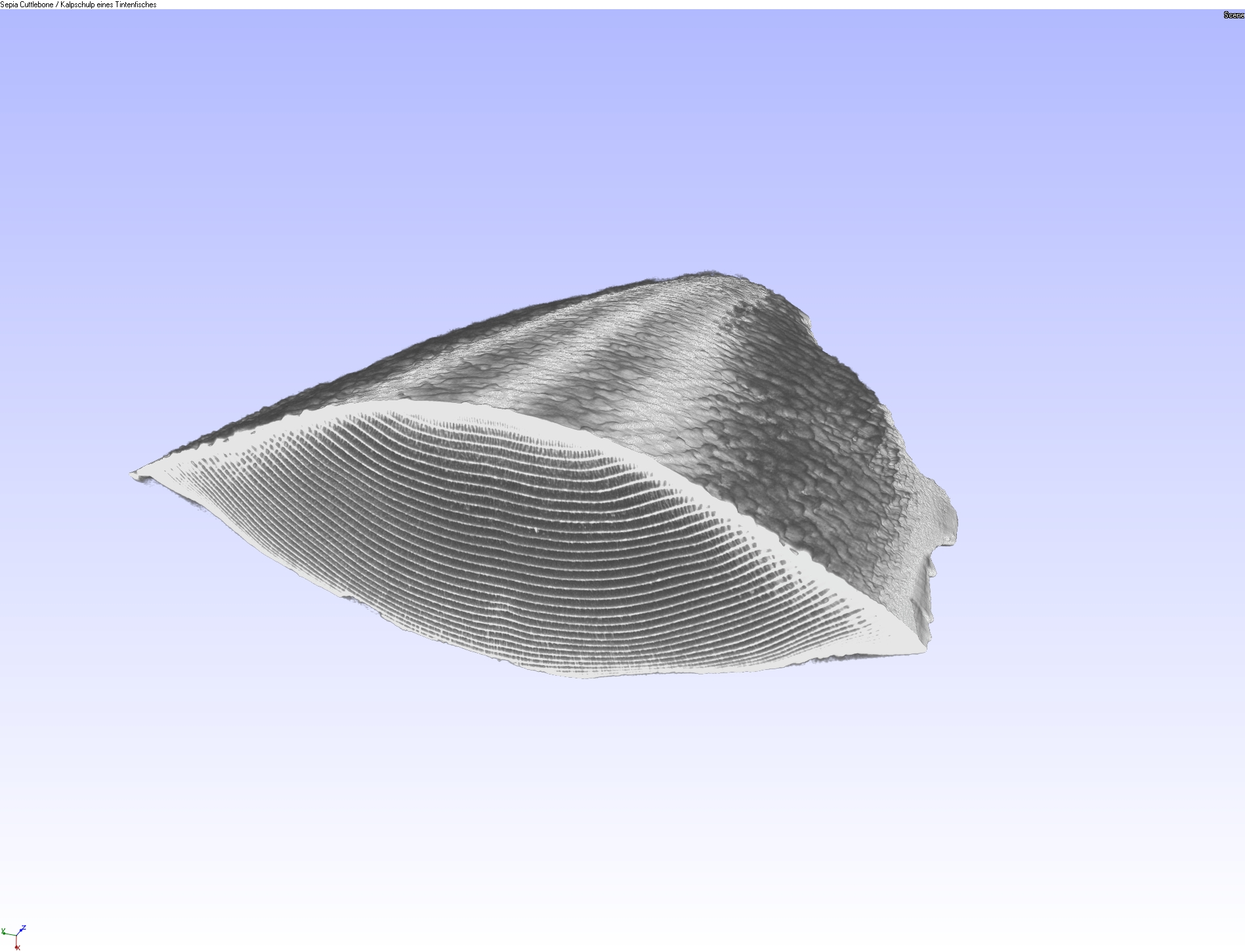
3D-Ansicht auf ein größeres Schulp-Stück bei geringer Auflösung
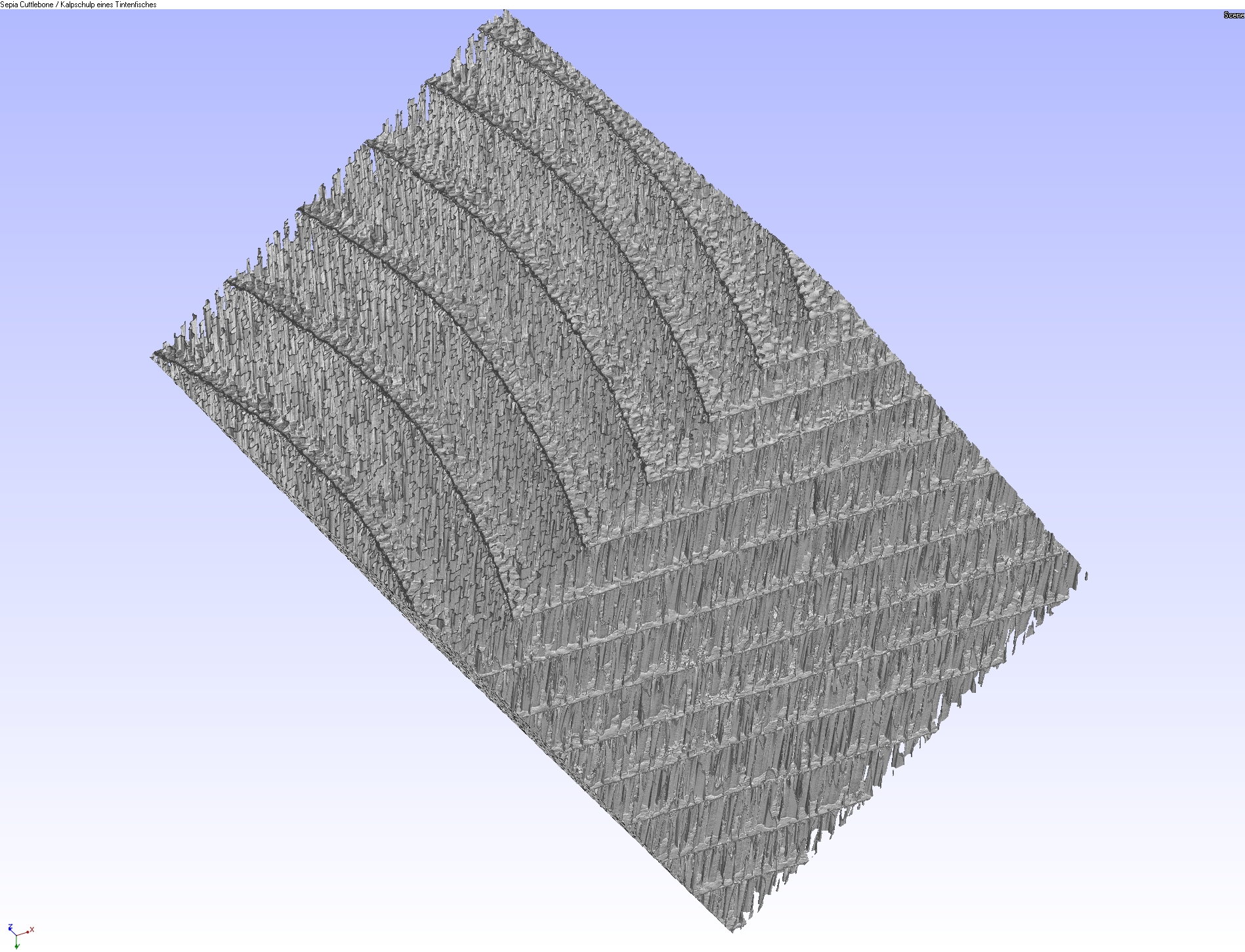
Übersicht eines Ausschnittes bei hoher Auflösung
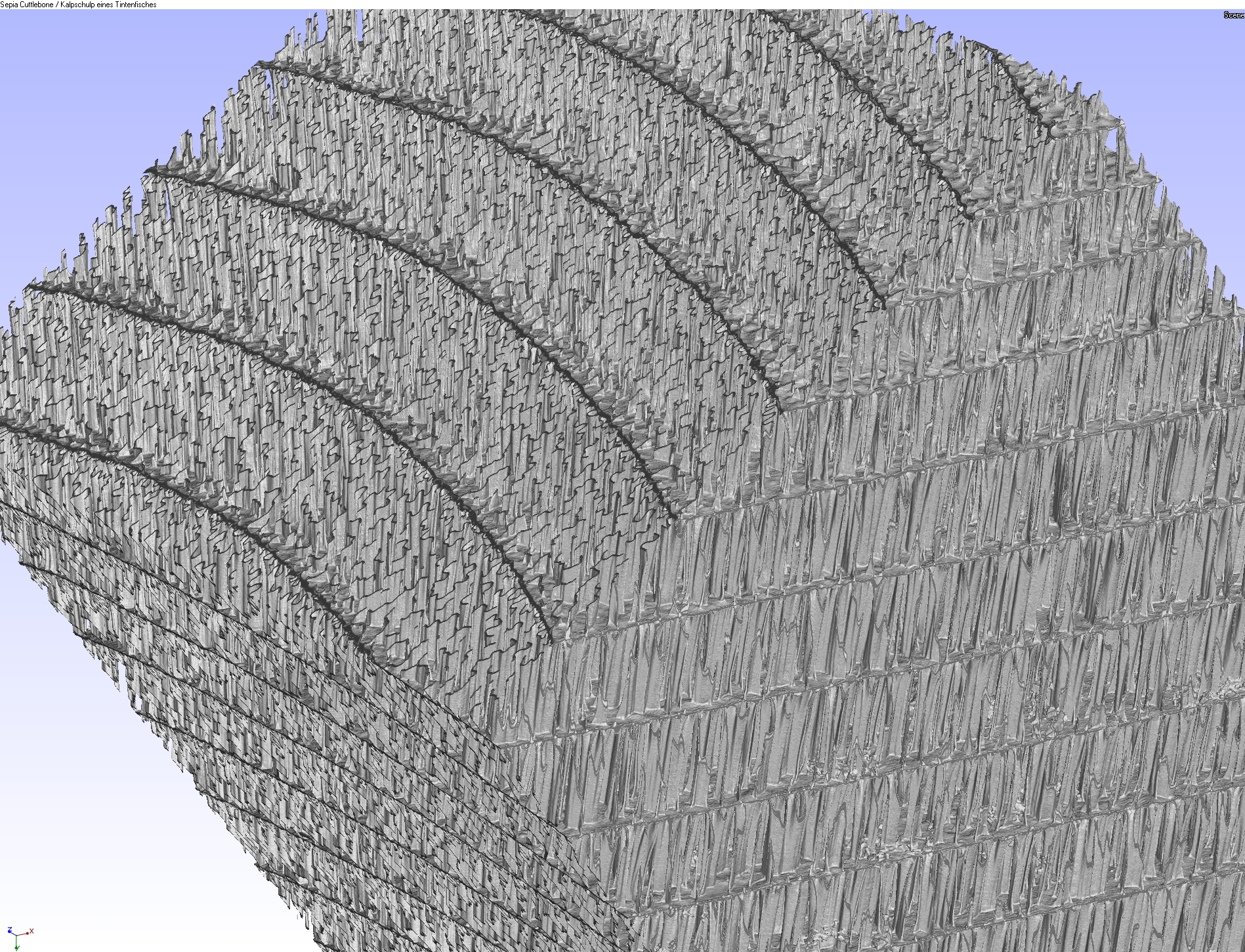
Höhere Vergrößerung
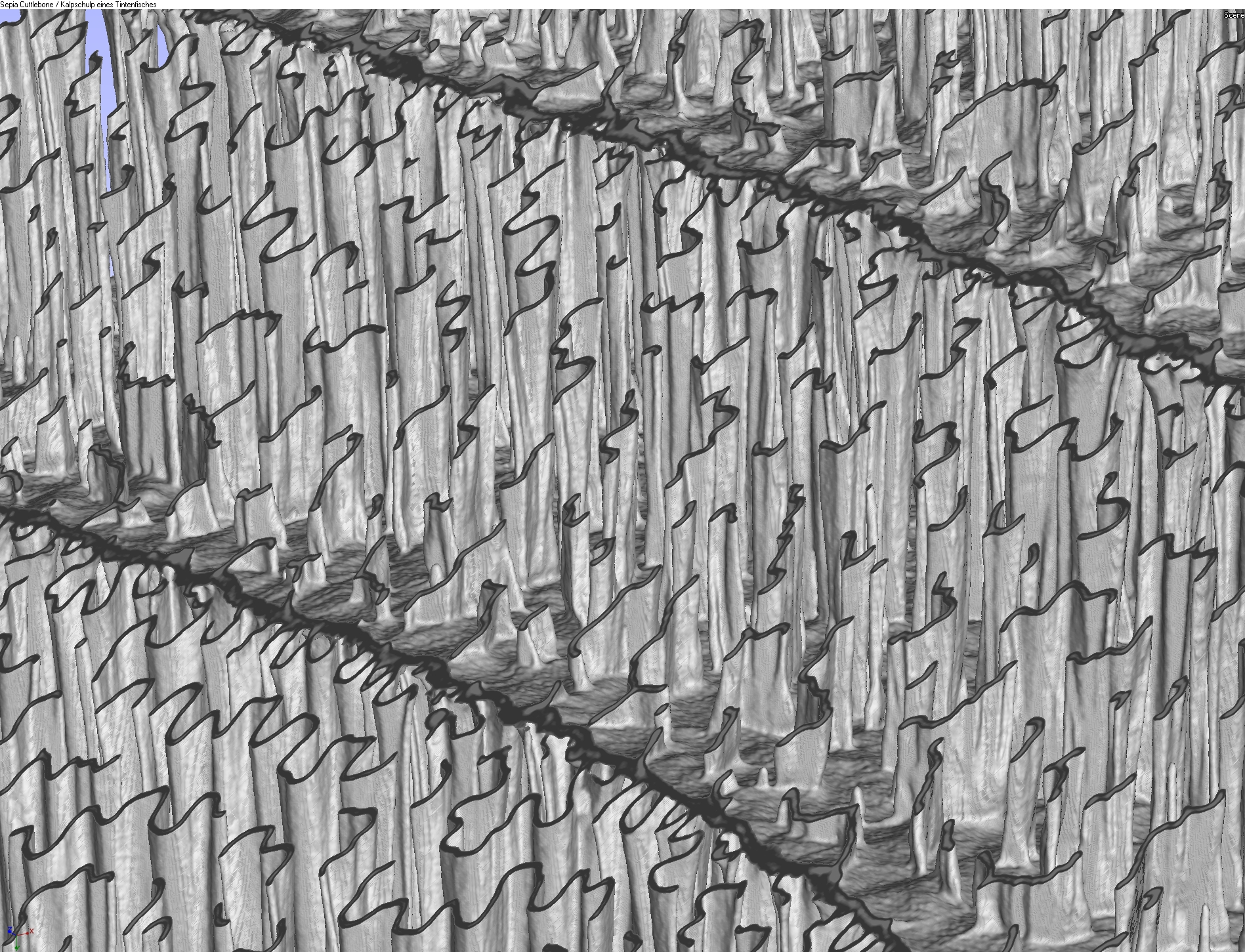
Detaildarstellung bei sehr hoher Vergrößerung. Stegbreite der senkrechten Strukturen zirka 10 µm

- Flüge durch die mikro-computertomographischen Bildstapel
- Schnittebene zirka 30°, Seitenansicht
- Schnittebene zirka 30°, Aufsicht
- Seitenansicht
- Aufsicht
- Aufsicht, Ausschnitt

## Funktion
Der Schulp wird durch Gaseinlagerung für den statischen Auftrieb genutzt. Er ist gekammert und je nach Bedarf teilweise gas- und teilweise flüssigkeitsgefüllt. Die Gasversorgung erfolgt aus der Lymphe über den Siphunculus, welcher ventral unter dem Schulp verläuft. Die lamelläre Konstruktion aus vielfach abgestützten Schichten macht den Schulp zu einem druckstabilen Auftriebskörper, dessen Inhalt und damit seine relative Dichte kontrolliert wird. Die Form des Schulps bestimmt, welche Meerestiefen von seinem Träger erreicht werden können und in welchen er sich länger aufhalten kann.

## Phylogenese
Die ursprünglichen Kopffüßer waren beschalte Organismen (Papierboote und Ammoniten) mit einer gekammerten äußeren Schale, wie sie Nautilus noch heute besitzt. Diese Schale ist im Laufe der Evolution erst in den Körper eingelagert worden (Phragmokon der Coleoidea) und in späteren Schritten mehr und mehr reduziert worden. So besaßen die Belemniten noch eine große gekammerte innere Schale, die als Auftriebsorgan genutzt werden konnte und am hinteren Ende mit einem Rostrum beschwert war.
Diese gekammerte Schale existiert bei den Zehnarmigen Tintenfischen auch heute noch, allerdings in reduzierter Form. Während das Posthörnchen (Spirula spirula) noch einen deutlich gekammerten Phragmokon besitzt, ist der Schulp der Sepien (Sepiida) schon deutlich verkleinert, eine Kammerung ist jedoch unter dem Mikroskop noch zu erkennen.
Die Kalmare besitzen von der ursprünglichen Schale nur noch einen als Gladius bezeichneten flachen Chitinstab, der als inneres Skelettelement dient. Die Bezeichnung erfolgte aufgrund der Form der Struktur in Anlehnung an das römische Kurzschwert Gladius.
Bei den Achtarmigen Tintenfischen und dem Vampirtintenfisch sind die Hartteile der ursprünglichen Schale vollständig verschwunden.

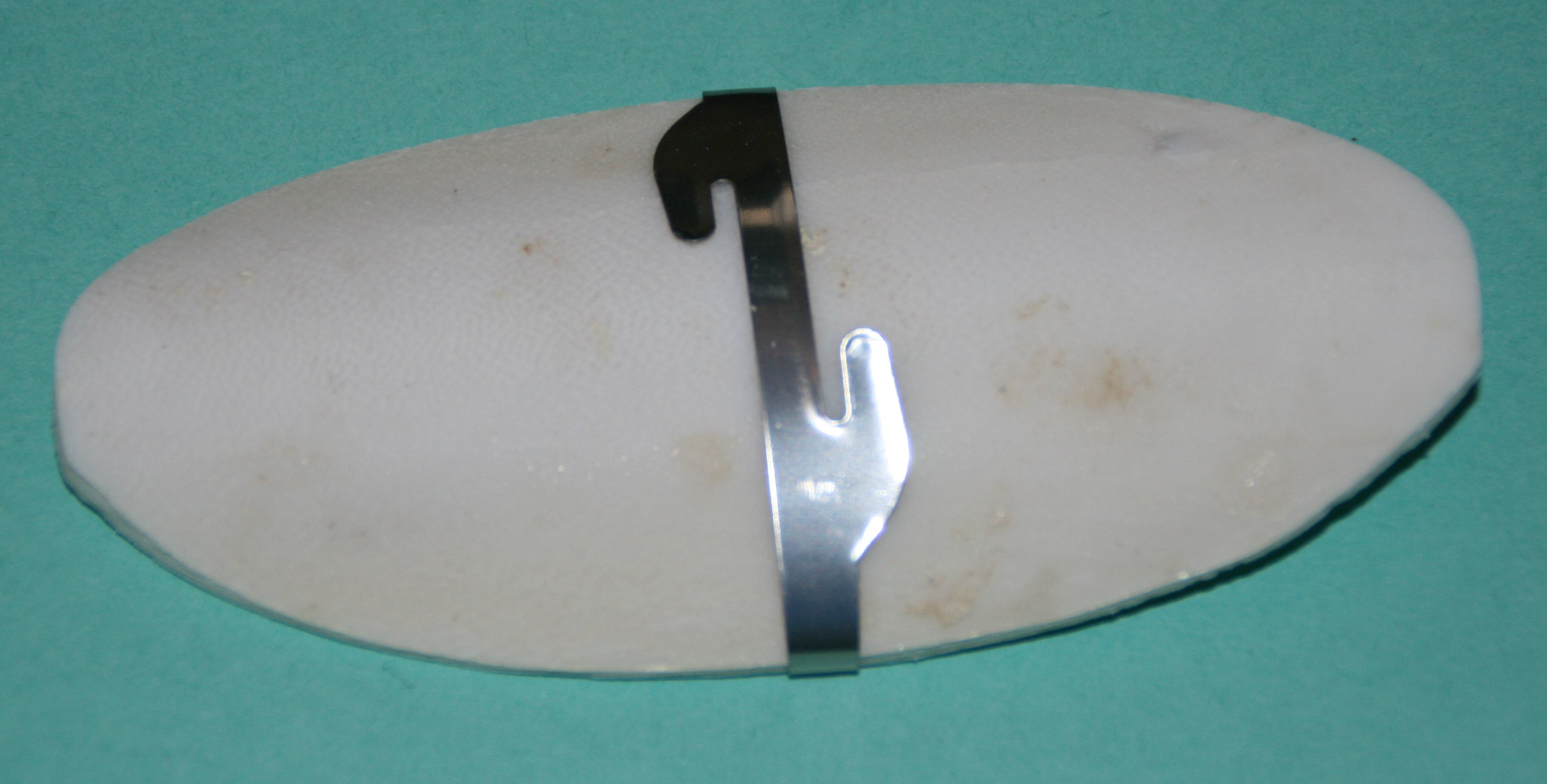
Sepiaschale aus dem Tierhandel mit Klammer für einen Vogelkäfig

## Wirtschaftliche Nutzung

### Tierhandel
Der Schulp, früher auch als „Fischbein“ angesehen und Sepia bzw. Os sepiae genannt, wird im Tierhandel als Schnabelwetzstein für Käfigvögel und Kalklieferant für Reptilien (z. B. Landschildkröten) in der Terrarien- und Freilandhaltung angeboten.

### Handwerk
Außerdem wird er von Steinmetzen verwendet, um angetrocknete Farbe von polierten Steinen zu entfernen, und dient als Material für Gussformen bei Goldschmiedearbeiten (Sepiaguss). Diese Schulpe stammen aus angeschwemmtem Treibgut oder aus Abfällen der Tintenfisch-Verarbeitung.

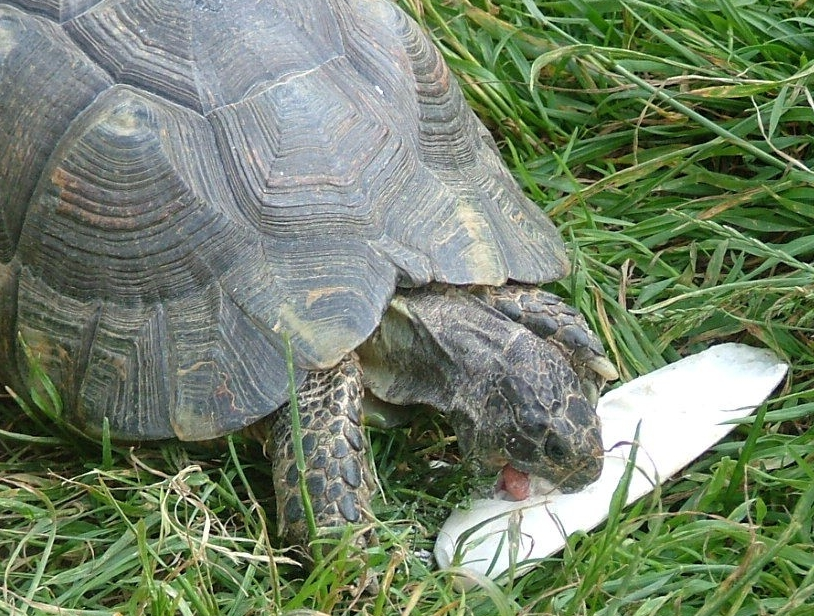
Landschildkröte mit Schulp